# Hyèvre-Magny
Hyèvre-Magny is een gemeente in het Franse departement Doubs (regio Bourgogne-Franche-Comté) en telt 71 inwoners (2009). De plaats maakt deel uit van het arrondissement Besançon.

## Geografie
De oppervlakte van Hyèvre-Magny bedraagt 3,4 km², de bevolkingsdichtheid is dus 20,9 inwoners per km².

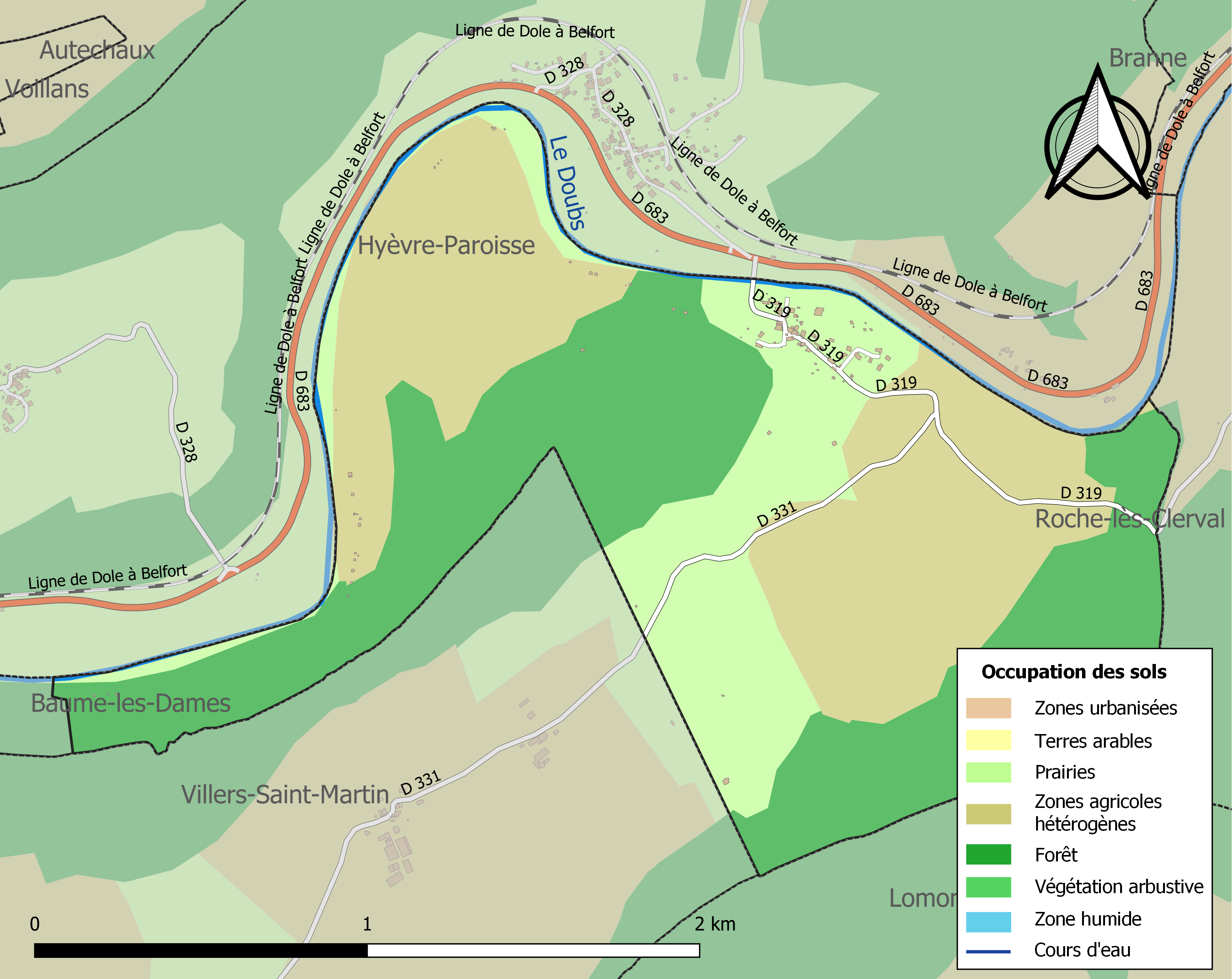
Kaart van de gemeente met de belangrijkste infrastructuur, bodemgebruik en omliggende gemeenten

## Demografie
Onderstaande figuur toont het verloop van het inwonertal (bron: INSEE-tellingen).